# NGC 977
NGC 977 è una galassia a spirale intermedia situata nella costellazione della Balena, a una distanza di circa 210 milioni di anni luce dalla nostra Via Lattea.

## Scoperta
La galassia è stata scoperta il 28 novembre 1785 dall'astronomo britannico di origine tedesca William Herschel.

## Descrizione
NGC 977 ha una classe di luminosità I e presenta una larga riga a 21 cm dell'idrogeno neutro.
Data la sua luminosità superficiale pari a 14,76, NGC 977 può essere classificata come una galassia a bassa luminosità superficiale (nella letteratura in lingua inglese abbreviata in LSB, acronimo di Low Surface Brightness). Le galassie LSB sono galassie di tipo diffuso (D) con una luminosità superficiale inferiore di almeno una magnitudine a quella del cielo notturno circostante.

## Supernova
Il 15 dicembre 1976, all'interno di NGC 977 è stata scoperta la supernova SN 1976J dall'astronomo italiano Leonida Rosino. Non è stato possibile determinare a quale tipologia appartenesse la supernova.

## Gruppo di NGC 945
NGC 977 fa parte di un gruppo di galassie composto da almeno sette membri, il Gruppo di NGC 945. Oltre a NGC 977 e NGC 945, le altre galassie del gruppo sono NGC 948, NGC 950, MCG -2-7-20, MCG -2-7-32 e MCG -2-7-33.